# Pauline Villeneuve
Pauline Villeneuve, även sœur Pauline Rose de Sainte Thérèse, född 1697 i Guadeloupe, död 1765 i Nantes, var en fransk nunna. Hon var föremål för en uppmärksammad rättsprocess om slaveriets legitimitet innanför Frankrikes gränser i förhållande till landets kolonier.
Hon var född som slav på Guadeloupe. År 1714 tog hennes ägare madame Villeneuve med sig henne på ett besök i Frankrike och placerade henne i ett kloster i Nantes, där hon tänkte förvara henne tills de skulle återvända till Guadeloupe. Pauline bad dock på eget initiativ nunnorna att acceptera henne som medlem. Klostret gick med på hennes begäran, vilket orsakade en rättsprocess med hennes ägare 1716. 
Rättsfallet slutade med att Pauline tilläts stanna i klostret och förklarades fri, då slaveri i Frankrike hade avskaffats 1315, även om det var tillåtet i kolonierna.